# Body Control Unit
Die Body Control Unit ist in der Automobilelektronik ein Fachbegriff für ein Karosseriesteuergerät. 
Es steuert und überwacht unterschiedliche Fahrzeugfunktionen wie die elektrischen Fensterheber, Scheinwerfer und Rückleuchten, Reifendruck oder schlüssellose Zutrittskontrolle.
Wichtige Hersteller sind Bosch, Continental, TRW, Denso, Hella, Delphi sowie diverse andere.